# Посохов Олег Олексійович
Оле́г Олексі́йович Посохов (* 1978) — старший солдат Збройних сил України, учасник війни на сході України.
З 8 липня 2014 року по 13 березня 2015 року виконував завдання в зоні АТО у Донецькій області. Брав участь в боях за Піски та міжнародний аеропорт Донецька.

## Нагороди
Указом Президента України від 14 листопада 2014 року за особисту мужність і героїзм, виявлені у захисті державного суверенітету та територіальної цілісності України, вірність військовій присязі під час російсько-української війни нагороджений орденом «За мужність» III ступеня.
Указом Президента України № 23/2017 від 3 лютого 2017 року «за особисту мужність, виявлену у захисті державного суверенітету та територіальної цілісності України, самовіддане виконання військового обов'язку» нагороджений орденом «За мужність» II ступеня.